# Phytoliriomyza sabanae
Phytoliriomyza sabanae este o specie de muște din genul Phytoliriomyza, familia Agromyzidae, descrisă de Spencer în anul 1984.
Este endemică în Columbia. Conform Catalogue of Life specia Phytoliriomyza sabanae nu are subspecii cunoscute.